# Malapterurus microstoma
El bagre eléctrico de boca chica (Malapterurus microstoma) es una especie de peces de la familia Malapteruridae en el orden de los Siluriformes.

## Morfología
• Los machos pueden llegar alcanzar los 55,5 cm de longitud total y las hembras 54.
- Número de  vértebras: 40-42.[1]

## Hábitat
Vive en áreas de clima tropical entre 23 °C y 28 °C de temperatura.

## Distribución geográfica
Se encuentran en África: cuenca del río Congo.